# Dayu (Gondangrejo)
Dayu is een bestuurslaag in het regentschap Karanganyar van de provincie Midden-Java, Indonesië. Dayu telt 2974 inwoners (volkstelling 2010).